# Borena d'Alania
Borena (georgiano: ბორენა) (fl. XI secolo) fu sorella del re alano Durgulel "il Grande", e regina consorte di Georgia, quale seconda moglie di Bagrat IV (r. 1027-1072).

## Storia
Lo tradizione storica medievale georgiana fornisce poche informazioni circa Borena. Bagrat la sposò, attorno al 1030, in seguito alla morte della prima moglie, Elena (nipote dell'imperatore bizantino Romano III Argiro). Questo fu solo uno dei numerosi matrimoni avvenuti nel Medioevo tra la dinastia georgiana dei Bagration ed i loro alleati naturali, la casa reale di Alania. Borena sembra aver mantenuto alcuni contatti la nativa Alania: le Cronache georgiane raccontano che quando Durgulel fece visita a Bagrat IV, organizzò anche un incontro con la sorella Borena. L'ultima cosa che sappiamo di Borena è la sua presenza sul letto di morte di Bagrat nel 1072.
Borena è fondamentalmente nota come patrona della Chiesa apostolica autocefala ortodossa georgiana e della vita monastica. Sponsorizzò la costruzione del monastero georgiano di Kapata sul monte Sion a Gerusalemme. Viene spesso identificata con la Borena che fu autrice di un appassionante inno alla Vergine Maria, ritrovata come iscrizione su un'icona di Theotókos di quel tempo (ora conservata presso la chiesa Lenjer in Svaneti).
Bagrat e Borena ebbero due figli:
- Giorgio II di Georgia
- Marta-Maria (futura regina consorte dell'impero bizantino)